# نادي بويسي
نادي بواسي (بالفرنسية: Amicale Sportive de Poissy)‏ نادي كرة قدم فرنسي يلعب في دوري الدرجة الرابعة ويقع مقره في مدينة بواسي في إقليم الإيفلين. تم تأسيس النادي في سنة 1904 .